# Équipe du Mexique de rugby à XV
L'équipe du Mexique de rugby à XV rassemble les meilleurs joueurs de rugby à XV du Mexique et joue actuellement dans le Championnat des Caraïbes de rugby.
La Federación Mexicana de Rugby a la charge de gérer l'équipe du Mexique de rugby à XV.

## Histoire
Le rugby au Mexique est seulement amateur, il manque de structure et de moyens. Il n'y a aucune culture rugby voire une implantation solide régionale ou locale. Depuis 2007 La Fédération du Mexique est affiliée à l'IRB. L'équipe a disputé son premier match de Coupe du monde de rugby le 26 mars 2012 contre la Jamaïque (victoire 68-14) mais se fait éliminer dès le deuxième match après une défaite contre les Îles Caïmans.
L'équipe du Mexique de rugby à sept dispute par contre les tournois des World Sevens Series.
Depuis le 19 mars 2012, le Mexique avec les Philippines et le Pakistan sont entrés dans le classement IRB.
La Liga Olympus est le championnat de 1re division du Mexique. Depuis 2009, le club de Mexico, Wallabies, a gagné tous les championnats disputés.
En 2019, le Mexique atteint la meilleure place de son histoire au classement World Rugby[Laquelle ?].

## Identité visuelle

Évolution du logo
Ancien logo.

## Palmarès
- Coupe du monde :
  - 1987 : non invité
  - 1991 : pas disputé
  - 1995 : pas disputé
  - 1999 : pas disputé
  - 2003 : pas disputé
  - 2007 : pas disputé
  - 2011 : pas disputé
  - 2015 : pas disputé
  - 2019 : pas disputé